# Râul Bani
Bani este un râu în Mali. Are o lungime de 1.100 km și se formează prin confluența râurilor Baoulé și Bagoé la 160 km est de Bamako și se varsă în fluviul Niger lângă Mopti.

## Hidrologie
Debit mediu lunar al râului Bani (în m³/seconde) masurat la stația hidrologică Douna 
Calcule pe 63 ani